# Psilodraco breviceps
Psilodraco breviceps är en fiskart som beskrevs av Norman, 1937. Psilodraco breviceps ingår i släktet Psilodraco och familjen Bathydraconidae. Inga underarter finns listade i Catalogue of Life.